# Антимонид платины
Антимонид платины — бинарное неорганическое соединение
платины и сурьмы
с формулой PtSb,
кристаллы.

## Получение
- В природе встречается минерал штумпфлиит — PtSb с примесями [1].

- Нагревание чистых веществ в вакууме:

{\displaystyle {\mathsf {Pt+Sb\ {\xrightarrow {1045^{o}C}}\ PtSb}}}

## Физические свойства
Антимонид платины образует кристаллы
гексагональной сингонии,
пространственная группа P 63/mmc,
параметры ячейки a = 0,4130 нм, c = 0,547 нм, Z = 2.